# 毛葉杜鵑
毛葉杜鵑（學名：Rhododendron championae），又名刺毛杜鹃、毛鵑、大葉杜鵑、春鵑大葉種、太平杜鹃，杜鵑花科杜鵑花屬，屬於灌木或小喬木，首次於1849年在香港發現，在中國境內屬於「需予關注」級別，為香港法例第96章列明植物。
毛葉杜鵑是常綠小喬木，高度可達10米，樹枝、葉柄和花梗密被上了剛毛狀腺毛。葉質堅韌，呈現長圓狀。花序呈傘形，生於近葉腋，花朵以4至6朵為一簇。常見於香港太平山、馬鞍山、烏蛟騰、大嶼山新洲。廣東、廣西、福建、湖南和浙江。

## 藥用價值
毛葉杜鵑性味苦，寒，含有毒素。能夠清熱解毒，主治氣血壅滯。同屬杜鵑花科的中藥有滇白珠、馬醉木、剌毛杜鵑、丁香杜鵑、鹿角杜鵑、嶺南杜鵑、南嶺杜鵑、羊躑躅、馬銀花、毛果杜鵑、杜鵑、映山紅、烏飯樹、短尾越桔、米飯花。